# Фишберг, Морис
Морис (Иегуда-Мордхе) Фишберг (англ. Maurice Fishberg; 16 августа 1872, Каменец-Подольский (ныне: Хмельницкой области) — 30 августа 1934, Нью-Йорк) — американский врач и антрополог еврейского происхождения. Член Американской национальной Академии наук (в 1909—1911 годах — вице-президент).

## Биография
С 1889 года жил в США. В 1897 году окончил медицинский факультет Нью-Йоркского университета, после чего работал врачом в Нью-Йорке. С 1905 года как консультант по антропологии Комитета Конгресса США по эмиграции работал в Европе, изучая некоторые аспекты проблемы эмиграции. На протяжении многих лет был главным врачом туберкулёзного госпиталя Монтефиоре и туберкулёзного санатория Бедфорда[уточнить], одновременно — профессором клинической медицины в Нью-Йоркском университете и медицинском колледже госпиталя Бельвью (1915—1928).

## Научная деятельность
Фишберг одним из первых в США применил пневмоторакс для лечения лёгочного туберкулёза. Автор монографии «Туберкулёз лёгких» (1916; 4-е издание — 1932), многих статей по медицине и антропологии для «Еврейской энциклопедии» (1902—1909), а также для популярных изданий.
В трудах, посвящённых антропологии восточно-европейских и северо-африканских евреев (1905), расовым признакам евреев и окружающей их среде (1910, 1912), пришёл к выводу о наличии у современных евреев гетерогенных антропологических элементов.

## Основные труды
Автор книг:
- Здоровье и санитария иммигрантского еврейского населения Нью-Йорка. — Нью-Йорк, 1902.
- Физическая антропология евреев. — Ланкастер, 1902.
- Материалы для физической антропологии восточноевропейских евреев. — Нью-Йорк, 1905.
- Евреи Северной Африки. — Нью-Йорк, 1906.
- Туберкулез среди евреев. — Нью-Йорк, 1908.
- Евреи: раса и окружение. — 1911.
- Расовые признаки евреев. — Мюнхен, 1913.